# Boris Tišma
Boris Tišma (20. veljače 2002.) hrvatski je profesionalni košarkaš. Igra za KK Split. S hrvatskom kadetskom košarkaškom reprezentacijom (do 16) osvojio je zlatnu medalju na Europskom prvenstvu 2018. u Srbiji.